# Goupil (computer)

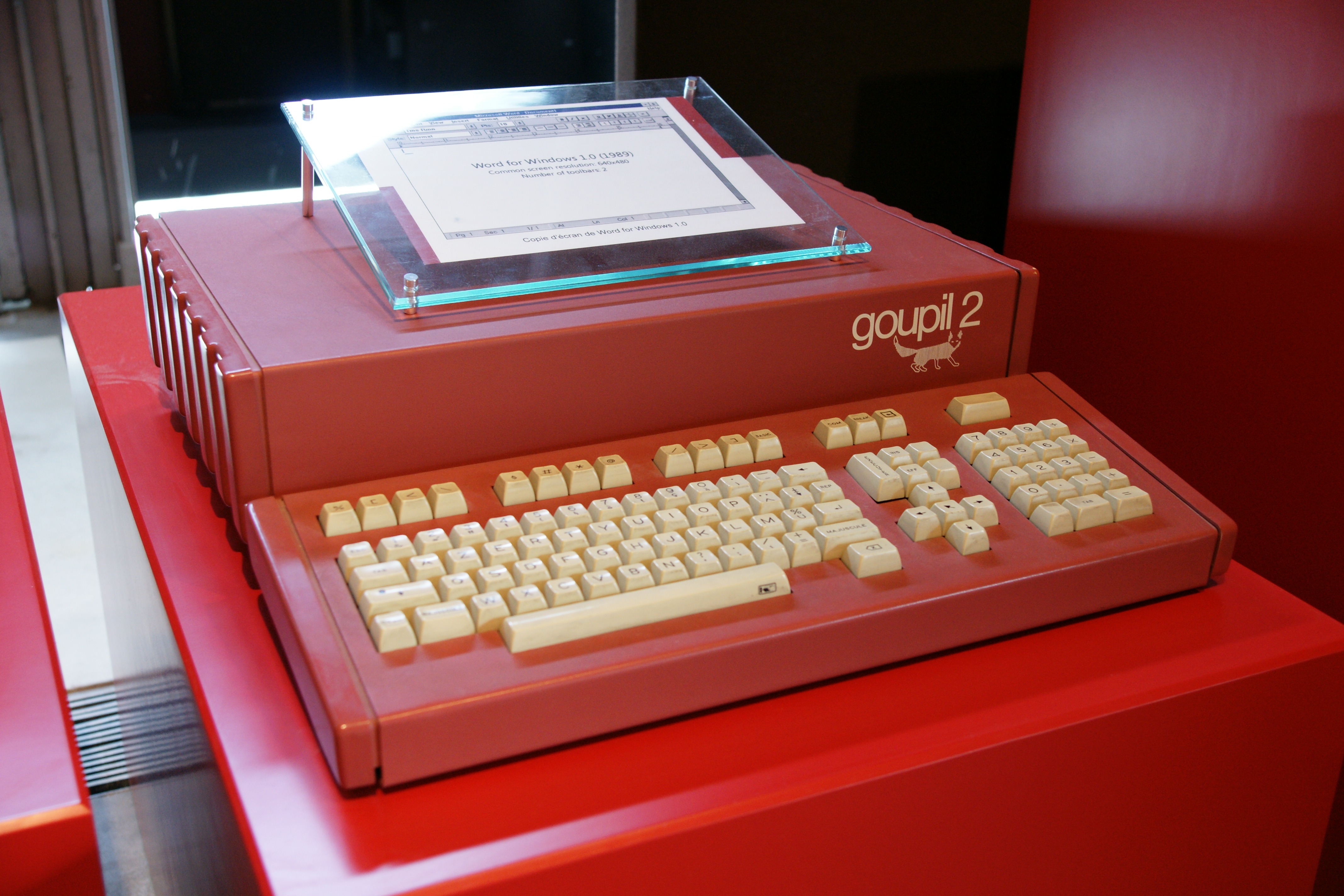
Un Goupil 2 senza schermo e memorie di massa

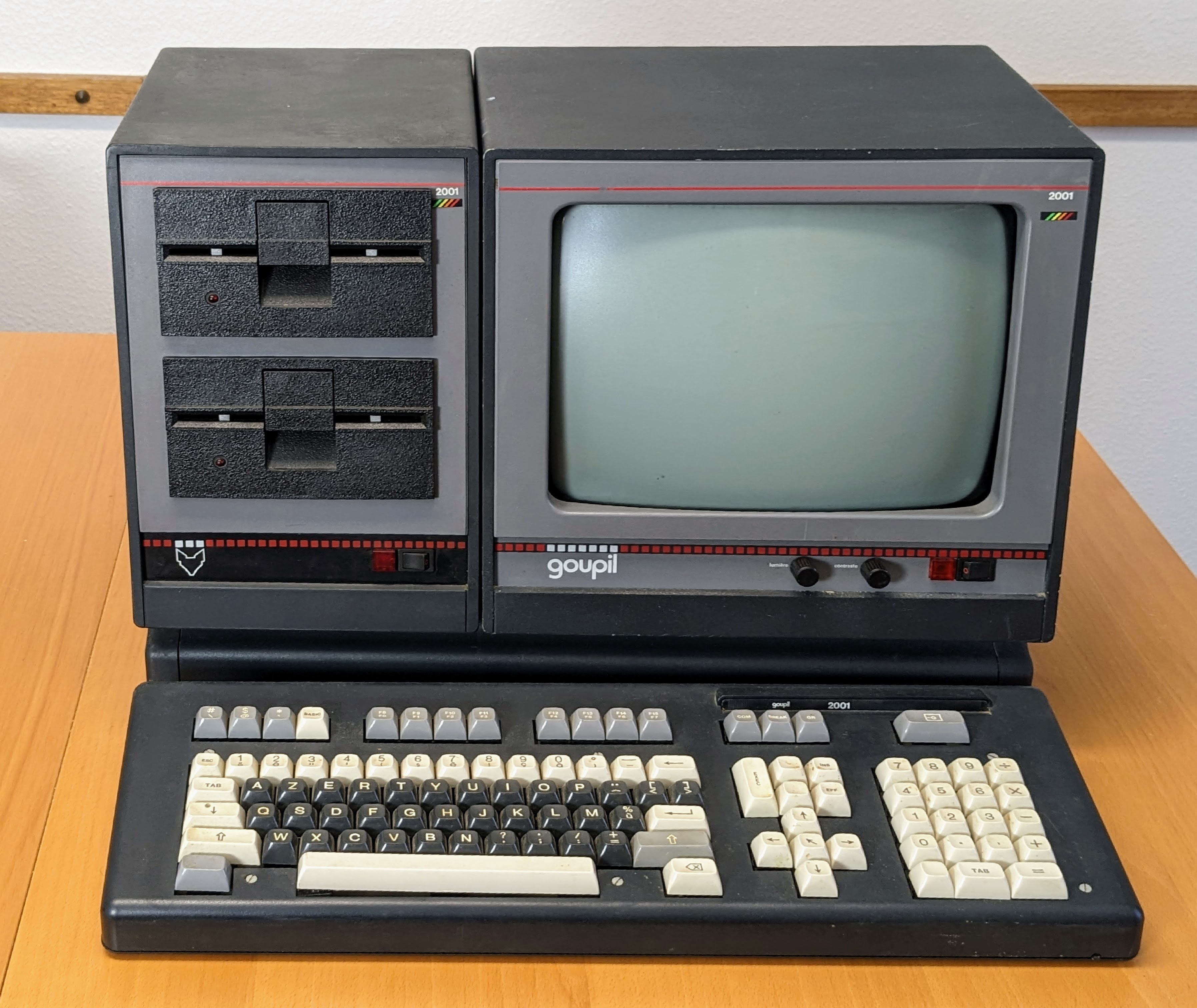
Un Goupil G3 completo

Goupil (lett. "volpe" in francese storico) è una linea di personal computer a 8 bit o 16 bit prodotta dal 1980 al 1991 dall'azienda francese SMT (Société de Micro-informatique et Télécommunications), fondata nel 1979. La SMT ricevette l'efficace sostegno della Direction Générale des Télécommunications per lanciare questa linea ed ebbe molte collaborazioni con aziende come Elf Aquitaine, Control Data, Locatel e Nathan. In Francia i computer Goupil acquisirono ampia notorietà e nei primi anni '80 erano molto usati tra l'altro nei club Microtel.
I primi modelli sono focalizzati sulla modularità ed erano proposti in numerose configurazioni di base o estese, orientate a diversi tipi di utilizzi, variabili aggiungendo periferiche e schede elettroniche. Erano adattabili quindi sia all'uso professionale sia all'uso familiare, ma erano in ogni caso prodotti costosi.
L'unità centrale poteva essere basata sul microprocessore Motorola 6809, Zilog Z80 o Intel 8088 (o anche su due di essi nella stessa macchina), con RAM da 64 kB in su, video monocromatico o a colori con modalità 80x25 caratteri in standard Videotex o 512x256 pixel, ampia gamma di memorie di massa, ecc.
Tastiera, schermo e alloggiamenti per lettori di dischi potevano essere agganciati all'unità centrale formando un blocco unico, o restare periferiche esterne mobili.
Una delle configurazioni realizza anche un sistema con multitasking, potenzialmente multiutente, basato su Uniflex.
In seguito la SMT passò a realizzare PC IBM compatibili, adeguandosi all'andamento del mercato professionale, a partire dalla configurazione Goupil G3PC del 1984 che supporta soltanto l'Intel 8088.
Con il modello Goupil G4, dotato di processore Intel 80186 a 8 MHz e MS-DOS, la compatibilità IBM divenne totale a livello software e hardware. Il G4 è dotato di 256 kB di RAM, espandibili a 640 kB, e di scheda di rete opzionale con protocollo Goupilnet, la prima rete locale in Francia, basata sugli standard Omninet (hardware) e MS-NET (software). Il G4 era decisamente rivolto al mercato professionale, ed era fornito con gli applicativi GW-BASIC e, cosa originale per l'epoca, Windows 1.0.